# Chatham (wyspa)
Chatham (maor. Rekohua, ang. Chatham Island) – największa z wysp niewielkiego archipelagu Chatham, należącego do Nowej Zelandii. Położona na Oceanie Spokojnym, 800 km na wschód od Nowej Zelandii jest zamieszkana przez ok. 600 osób. Największą osadą jest Waitangi.
Do głównych zajęć mieszkańców należą hodowla owiec, rybołówstwo i turystyka. Na wyspie są dwie szkoły oraz lądowisko obsługujące loty z Nowej Zelandii, jak i pobliskiej wyspy Pitt.